# Národní skautské jamboree
Národní skautské jamboree je celostátní setkání skautů a skautek. Akci pořádá Junák – český skaut.
Program je připravován pro skauty a skautky od 10 do 16 let (v některých případech do 18 let). Základní myšlenkou jamboree je podpora družinového systému, motivace ke skautské činnosti, ale i poznání nových přátel, načerpání svěží inspirace a získání chutě rozvíjet se nejen na skautské cestě. 

## Historie
Poprvé se setkání skautů na národní úrovni uskutečnilo v roce 1922 na Císařské louce v Praze, tehdy pod názvem Národní skautské slavnosti a jednalo se o první, zčásti mezinárodní, skautskou akci na území České republiky. Tradice pak pokračovala ve třicátých letech, kdy se v Praze sjeli skauti a skautky na Tábory slovanských skautů, které se později staly zárodkem středoevropských jamboree. 
V novodobé historii se pak národní jamboree uskutečnilo v roce 2008 v Plzni u borské přehrady pod názvem Klíč. Na další národní jamboree pak museli čeští skauti a skautky čekat patnáct let. Druhé novodobé jamboree se uskutečnilo počátkem května 2023 v Hradci Králové.
| Rok  | Název akce                                               | Místo                    | Datum               | Počet účastníků |
| ---- | -------------------------------------------------------- | ------------------------ | ------------------- | --------------- |
| 1922 | Národní skautské slavnosti                               | Císařská louka, Praha    | 29. 6. – 2. 7. 1922 |                 |
| 1936 | Zemský jubilejní sjezd svazu junáků skautů a skautek ČSR | Trojský ostrov, Praha    | 30. 5. – 1. 6. 1936 |                 |
| 2008 | Klíč 2008 - národní jamboree                             | Plzeň                    | 30. 4. – 4. 5. 2008 | 2 300           |
| 2023 | Národní skautské jamboree 2023                           | Park 360, Hradec Králové | 3.–8. 5. 2023       | 5 000           |